# Старообрядческий мост
Старообря́дческий мост — автодорожный железобетонный рамный мост через Волковку во Фрунзенском районе Санкт-Петербурга. Расположен в створе Расстанного переулка. Выше по течению находится 1-й Волковский мост, ниже — Грааповский мост. Ближайшая станция метрополитена — «Волковская».

## Название
Название моста известно с 1829 года и происходит от Старообрядческого кладбища, находившегося поблизости. В 1849—1862 годах назывался Немецким по находящемуся поблизости Волковскому Лютеранскому кладбищу. Во второй половине XIX века мост стали называть Верхний Старообрядческий или Верховский Старообрядческий. Оба названия, по-видимому, были связаны с тем, что мост находился севернее, то есть выше, Касимовского моста. После 1933 года за мостом закрепилось самое первое его наименование — Старообрядческий.

## История
В 1821 году был построен деревянный балочный мост. В 1866 году он был перестроен. В 1880 году произведён капитальный ремонт моста с заменой опор, балок, верхнего и нижнего настила. В 1906 году ветхий мост был заменён новым деревянным балочной системы с подкосами:15. Проект был составлен инженером К. В. Ефимьевым, который также осуществлял технический надзор строительных работ. Строительство моста велось с августа по октябрь 1906 года подрядчиком В. И. Пироговым; 14 октября состоялась приемка моста. Длина моста составляла 39,5 м, ширина проезжей части 6,4 м, общая ширина с тротуарами — 8,75 м:142.
В 1950 году, в связи с продлением трамвайного пути, мост перестроили: деревянное пролётное строение было заменено на металлическое. Мост стал трёхпролётным балочно-разрезной системы. Устои, опоры, проезжая часть и перильное ограждение оставались деревянными. Существующий железобетонный мост построен в 1969—1970 годах по проекту инженера «Ленгипроинжпроекта» Л. Н. Соболева и архитектора Л. А. Носкова. Строительство осуществляло СУ-1 треста «Ленмостострой» под руководством главного инженера Б. Б. Тульчина и старшего производителя работ Д. И. Крутова.

## Конструкция
Мост однопролётный железобетонный, рамной конструкции (трёхшарнирная рама). Мост косой в плане. Ригель рамы выполнен из сборных железобетонных элементов заводского изготовления, омоноличенных с «ногами» рамы. По верху балки объединены железобетонной плитой проезжей части. «Ноги» рамы выполнены из монолитного железобетона на свайном основании. Стойки расположены за вертикальной стенкой набережной реки, поэтому видимым является только ригель. Общая ширина моста составляет 27 м, длина — 15,9 м.
Мост предназначен для движения трамваев, автотранспорта и пешеходов. Проезжая часть моста включает в себя 4 полосы для движения автотранспорта и 2 трамвайных пути. Покрытие проезжей части и тротуаров — асфальтобетон. Тротуары отделены от проезжей части высоким железобетонным парапетом в металлической рубашке. Перильное ограждение — чугунная литая решетка художественного литья с концевыми бетонными тумбами, офактуренными гранитной крошкой.